# Никола Семенов
Никола Семенов е български дипломат и общественик, работил в Македония в началото на XX век.

## Биография

### Дипломат
През 1905 година Никола Семенов е управляващ търговското агентство в западномакедонския град Битоля. През юни 1905 година костенарийският районен войвода на ВМОРО Киряк Шкуртов се среща с гръцкия капитан Мальос и двамата се договарят българските чети да действат в българските села, а гръцките в гръцките. Договорката не е посрещната добре в Костурсо и Шкуртов е извикан в Битоля при окръжния комитетет на ВМОРО, тъй като войводи, с които Шкуртов не е в добри отношения го обвиняват, че е минал на гръцка страна и искат смъртно наказание. След изслушването на Шкуртов и помощниците му с тях и с Търпо Поповски - представителя на Костурско в окръжния комитет, се среща Никола Семенов, който заявява на Поповски че срещата с гърците е само от полза за българската кауза и обвинения към Шкуртов не са повдигнати.
На 4 януари 1908 година Семенов получава управлението на търговското агентство в Сяр. На 15 януари 1910 година е назначен за управляващ издигнатата в ранг консулство българска дипломатическа мисия в Сяр.

### Начело на Вероизповедния отдел
Доктор Никола Семенов е начело на Вероизповедния отдел при Министерството на външните работи и вероизповеданията в двата кабинета на Васил Радославов (4 юли – 20 декември 1913, 23 декември 1913 – 21 юни 1918) и в двата кабинета на Александър Малинов (21 юли – 17 октомври 1918, 17 октомври – 28 ноември 1918). Според Светослав Елдъров през първата годишнина от встъпването в длъжността си Никола Семенов е ревностен гонител на православието – позиция съзвучна с германофилския курс след Първата национална катастрофа, влизащ в конфликт с русофилството на Православната църква. На 19 декември 1913 г. църквата с окръжно официално декларира, че единственото възможно спасение за България е в православието и славянството начело с Русия. Основен стратег на отговора на държавата, довел до остър конфликт, е Семенов – назначена е анкетна комисия за ревизия на сметките на Синода, спряна е издръжката му от второто тримесечие на 1913 година и в Народното събрание е внесено предложение за изменение на Екзархийския устав. Семенов е и главният инициатор и координатор на вестникарската кампания срещу Православната църква. Постепенно Църквата се примирява с прогерманския курс на страната и отношенията с държавата се нормализират.
Семенов използва и военното положение през Първата световна война, за да наложи в съюз с епископ Викенти Пеев, обългаряване на католическото вероизповедания в България. Павел Христов, успенец и генерален викарий на епископ Михаил Петков нарича Семенов „истински враг на католическата черква... този жесток Семенов, дяволски развратник и приятел на Пеев и на капуцините“. Семенов влиза във война с епископ Дамян Теелен за „национализирането“ на Никополската епархия.
В 1916 година в навечерието на войната срещу Румъния Семенов се обръща към външното и към военното министерство относно съмнителните католически свещеници чужденци в Северна България, които са „бич за българското население, като го експлоатират безбожно, пръскат деморализация и го държат в дълбоко невежество“ и иска изгонването им извън Царството. Цитираните в писмото на Семенов свещеници са арестувани и интернирани във вътрешността на страната, а на 16 януари 1917 година Семенов иска от епископ Викенти Пеев да препоръча трима свещеници от своята епархия, които да поемат енориите в Северна България. В началото на януари 1918 година Семенов печели конфликта с епископ Телеен и в католическите енории в Северна България са назначени българи.